# Jüdischer Friedhof (Boslar)

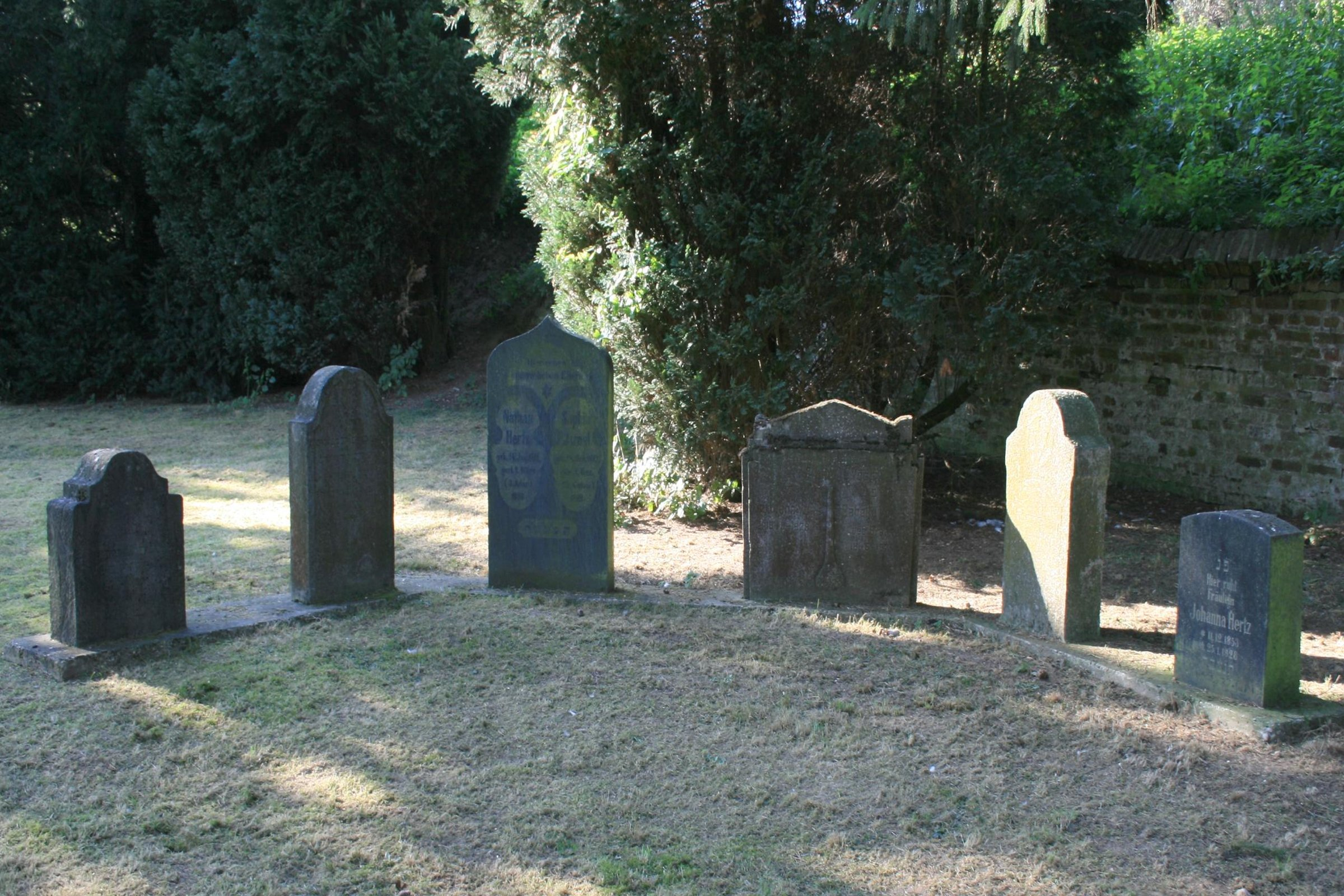
Jüdischer Friedhof in Boslar

Der Jüdische Friedhof liegt in Boslar, einem Stadtteil von Linnich im Kreis Düren, Nordrhein-Westfalen.
Der jüdische Friedhof liegt von Tetz kommend links am Ortseingang oberhalb der Straße Am Hang. Es ist der jüngste Friedhof im Kreis Düren.
Der Friedhof wurde von 1874 bis 1940 belegt. Vorher wurden die Juden auf dem jüdischen Friedhof in Tetz begraben. Auf dem Begräbnisplatz stehen noch sechs Grabsteine (Mazewot).